# Open di Francia 2017 - Doppio leggende femminile
Martina Navrátilová e Lindsay Davenport erano le campionesse in carica, ma sono state sconfitte in finale da Tracy Austin e Kim Clijsters con il punteggio di, 3–6, 6–3, [5–10].

## Tabellone

### Legenda
| - Q = Qualificato - WC = Wild card - LL = Lucky loser | - ALT = Alternate - SE = Special Exempt - PR = Protected Ranking | - w/o = Walkover - r = Ritirato - d = Squalificato |

### Finale
|  | Finale |                                       |   |   |      |  |
|  |        |                                       |   |   |      |  |
|  | A1     | Lindsay Davenport Martina Navrátilová | 3 | 6 | [5]  |  |
|  | B1     | Tracy Austin Kim Clijsters            | 6 | 3 | [10] |  |

### Gruppo A
|    |                                         | L Davenport M Navratilova | A Myskina N Tauziat | A Sánchez Vicario S Testud | RR V-P | Set V-P | Game V-P | Pos. |
| A1 | Lindsay Davenport Martina Navrátilová   |                           | 5–7, 6–0, [10–4]    | 4–6, 6–3, [8–10]           | 1–1    | 3–3     | 22–17    | 1    |
| A2 | Anastasia Myskina Nathalie Tauziat      | 7–5, 0–6, [4–10]          |                     | 2–6, 6–3, [10–6]           | 1–1    | 3–3     | 16–21    | 3    |
| A3 | Arantxa Sánchez Vicario Sandrine Testud | 6–4, 3–6, [10–8]          | 6–2, 3–6, [6–10]    |                            | 1–1    | 3–3     | 19–19    | 2    |

La classifica viene stilata in base ai seguenti criteri: 1) Numero di vittorie; 2) Numero di partite giocate; 3) Scontri diretti (in caso di due giocatori pari merito ); 4) Percentuale di set vinti o di games vinti (in caso di tre giocatori pari merito ); 5) Decisione della commissione.

### Gruppo B
|    |                                | T Austin K Clijsters | M Bartoli I Majoli | C Martínez C Rubin | RR V-P | Set V-P | Game V-P | Pos. |
| B1 | Tracy Austin Kim Clijsters     |                      | 4–6, 6–0, [10–6]   | 4–1, rit.          | 2–0    | 3–1     | 15–7     | 1    |
| B2 | Marion Bartoli Iva Majoli      | 6–4, 0–6, [6–10]     |                    | 7–6(5), 6–4        | 1–1    | 3–2     | 19–21    | 2    |
| B3 | Conchita Martínez Chanda Rubin | 1–4, rit.            | 6(5)–7, 4–6        |                    | 0–2    | 0–3     | 11–17    | 3    |

La classifica viene stilata in base ai seguenti criteri: 1) Numero di vittorie; 2) Numero di partite giocate; 3) Scontri diretti (in caso di due giocatori pari merito ); 4) Percentuale di set vinti o di games vinti (in caso di tre giocatori pari merito ); 5) Decisione della commissione.